# Cửa Hội
Cửa Hội là tên cửa sông Lam đổ ra Biển Đông, là ranh giới tự nhiên của 2 tỉnh Nghệ An và Hà Tĩnh. Địa danh Cửa Hội là tên gọi chung của các phường Nghi Hải, Nghi Hòa - Thành Phố Vinh (nay thuộc phường Cửa Lò) và xã Nghi Xuân - Thành phố Vinh (nay thuộc phường Vinh Lộc). Tên gọi Cửa Hội chỉ mang tính địa danh không mang tính hành chính.
Kinh tế khu vực chủ yếu dựa trên kinh doanh dịch vụ du lịch với bãi tắm Cửa Hội, Đảo Song Ngư, Khu vui chơi Vinwonders Cửa Hội, Melia Vinpearl resort, khai thác hải sản và chế biến hải sản. Khu vực Cửa Hội có cảng phục vụ các tàu đánh cá, thường gọi là cảng Đông Lạnh (do nằm gần nhà máy chế biến thủy hải sản đông lạnh). Có 2 chợ trong khu vực là chợ Đông Trang và chợ Mai Trang buôn bán kinh doanh sầm uất, trong đó chợ Đông Trang chủ yếu phục vụ mua bán thủy hải sản, chỉ họp một phiên vào sáng sớm. Hiện nay có dự án khu liên hợp nghỉ dưỡng - sân golf đang được triển khai một phần trên địa phận sát bờ biển.